# Gather Ye Rosebuds While Ye May (1908)
Escolha as rosas o máximo que puder (título original em inglês: Gather Ye Rosebuds, while ye may) é uma pintura do pintor inglês pré-rafaelita John William Waterhouse, feita em 1908, com 61,6 × 45,7 centímetros de tamanho. Mostra uma jovem mulher com uma vaso de flores e simboliza a transitoriedade da vida. O trabalho está atualmente em uma coleção particular.

## Contexto
Para Waterhouse, as mulheres estavam intimamente ligadas, ao longo da carreira, à beleza, à simplicidade, mas também ao Muchar das flores. Ao mesmo tempo, ele viu mulheres e flores como portadoras de uma nova vida. De 1908 a 1914, ele fez uma série de obras nas quais descreveu a relação entre flores e mulheres, inicialmente em uma série de imagens sem história. Escolha as rosas pelo maior tempo possível a partir de 1908 é um exemplo típico disso.

## Tema
Waterhouse encontrou a inspiração para Gather Ye Rosebuds While Ye May em um poema do poeta Robert Herrick do século XVII, intitulado Às Virgens, para fazer muito do nosso tempo, publicado em sua coleção Hespirides, de 1648. O poema começa com as seguintes linhas:

Colha botões de rosa enquanto puder,

O Velho Tempo ainda está voando;

E essa mesma flor que sorri hoje,

Amanhã estará morrendo.

O poema é uma referência clássica ao tema do carpe diem: a passagem do tempo e a transitoriedade da vida, como um incentivo para aproveitar os dias e não adiar até amanhã o que pode ser feito hoje.

## Imagem
Escolha as rosas o máximo que puder, mostrar uma jovem ruiva segurando uma tigela de rosas vermelhas e cor de rosa, como se as oferecesse ao espectador. Ela levanta a cabeça levemente e olha pela janela, que se reflete atrás de um espelho, com a parte de trás da cabeça. O espelho também mostra duas flores roxas, uma ainda em pé, a outra já ligeiramente murcha, sublinhando o tema carpe diem mais uma vez.
A pintura é uma variação de uma tela do mesmo período com uma modelo de cabelos castanhos em um jardim renascentista que acaba de escolher um grande buquê de flores. Este segundo trabalho não está assinado e possivelmente está incompleto. Um ano depois, Waterhouse fez outra pintura com o mesmo título em um cenário diferente, com duas mulheres colhendo flores. Aparentemente, esta versão mais recente recebeu a maior aprovação e foi enviada à Academia Real para exibição. Hoje, no entanto, o trabalho discutido aqui é considerado um ponto alto de sua obra e um de seus trabalhos mais exemplares.

## Galeria

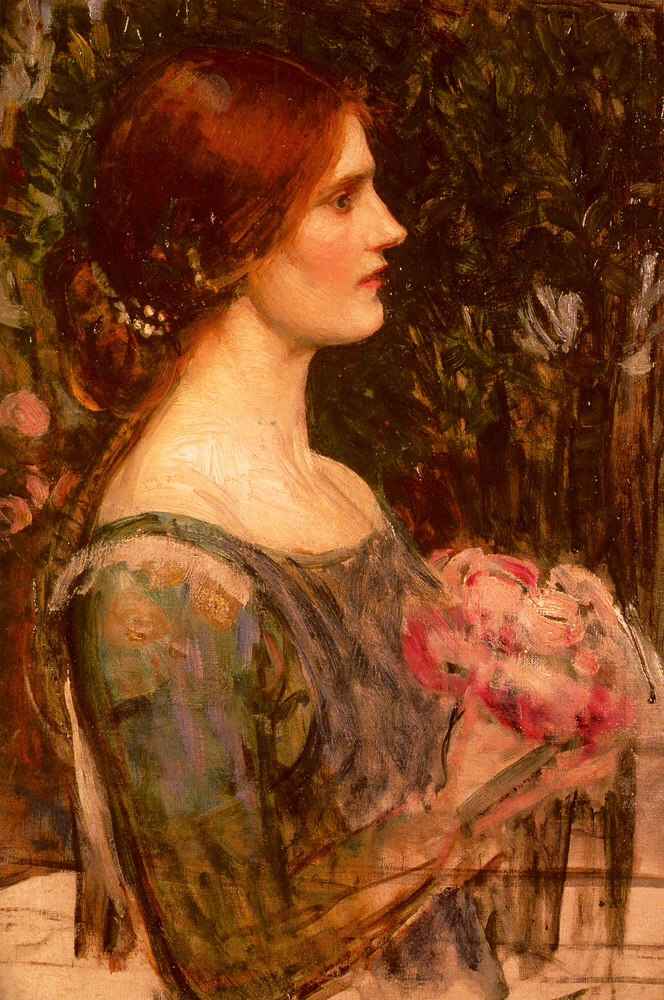
Estudo de 1908. Eventualmente Waterhouse escolheu uma vista frontal
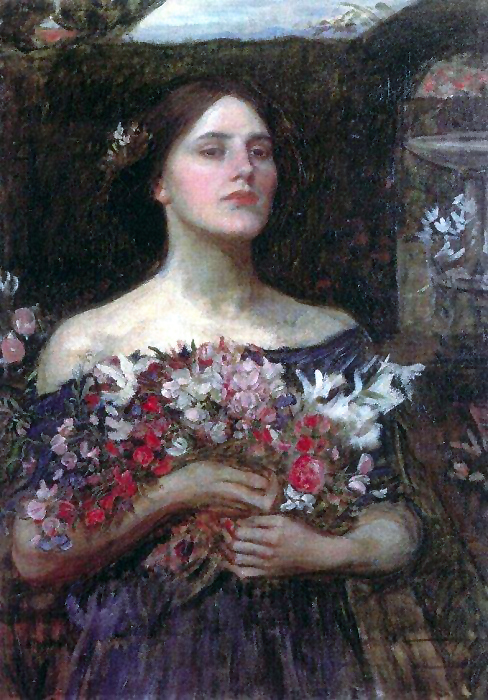
Segunda versão 1908, também chamada Ophelia
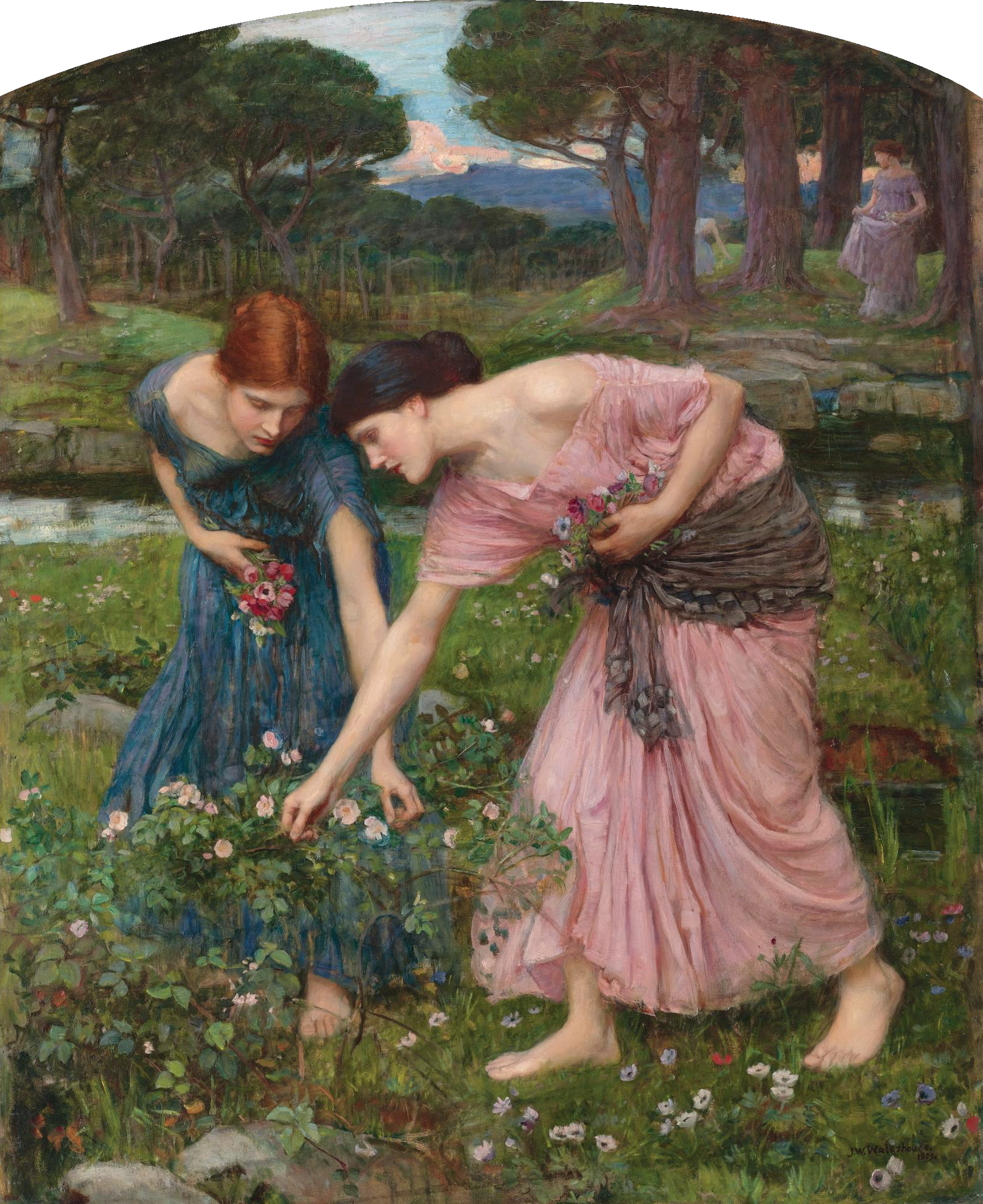
segunda pintura de Waterhouse com mesmo nome: Gather Ye Rosebuds While Ye May (Waterhouse painting 1909)

## Literatura e fonte
- Peter Trippi e outros: JW Waterhouse; enfeitiçado por mulheres . Museu Groninger, Academia Real de Artes, Museu de Belas Artes de Montreal, 2010, páginas 170-171. ISBN 9789085864837